# 축구 이적시장의 세계화
축구 이적 시장은 1990년대 이후 여러 나라 간의 이동, 무역, 통신의 자유 증가로 인한 영향을 받아 왔다. 이적 시장의 세계화는 축구 클럽들이 서로 거래하는 방식과 선수들과 선수가 속한 클럽간의 관계에 영향을 끼쳤다. 프로 리그가 처음 설립되었을 때, 축구선수들이 그들이 좋아하는 사람들이있는 클럽에 가입하는 것을 막는 상당한 제한이 있었다. 이러한 제한은 이 선수들이 속한 클럽과 그들이 경기한 리그 모두에 의해 설정되었다. 국제 노동운동 규제와 후진국 스카우트의 어려움도 자유화된 이적 시장의 발전을 방해했다.

## 역사

### 초기
19세기 후반부터 프로 축구 리그가 처음 설립되었을 20세기 후반까지 축구 클럽은 이적 시장에서 선수의 미래에 대해 훨씬 더 많은 통제권을 가졌다. 예를 들어, 영국에서는 1890년대 초반에 축구 협회가 FA에 매년 등록하지 않으면 프로 선수가 출전 할 수 없다는 규정을 발표했으며 FA의 허락없이 클럽을 교체 할 수 없었다.
풋볼 리그 (Football League)는 나중에 클럽 변경을 원하는 플레이어가 현재 클럽의 승인을 얻어야만 하는 새로운 규칙을 시행했다. 이 "보관 및 이전 시스템"의 합법성은  1912년 Kingaby 사건이 발생한 도중 확립되었다. Kingaby는 그의 클럽인 Aston Villa를 상대로 선수 생활을 방해한다는 소송을 제기했다. 그러나 그의 변호인은 문제의 합법성보다는 클럽의 동기를 공격했으며, 그의 사건은 기각되었다.
또한 클럽의 지역 밖에서 선수들의 계약을 막는 규정도 있었다. 잉글랜드에서 19세기 말에 클럽은 선수가 육로로 6마일 반경 이내에 2년 동안 태어났거나 살았던 선수에 한해서 계약을 체결할 수 있었다. 이 제한은 다른 영국 플레이어가 참여할 수 있도록 신속히 확대되었지만 많은 리그가 클럽에서 사용할 수 있는 외국인 수를 제한했으며 노동 허가 절차가 번거로울 수 있었다. 이탈리아 축구 연맹 (FIFA)은 한 때 국가대표팀에 들어갈 자격이 없는 선수들이 이탈리아 리그에서 뛰는 것을 금지했다.

### 1990년대-2010년대
수많은 사건들이 이적 시장의 세계화와 선수 운동의 자유화로 이어졌다. 예를 들어, 유럽 공동체 (유럽 공동체)의 발달과 사람의 이동의 자유에 대한 믿음은 비토착민에 대한 유럽 리그의 제한을 폐지하기 위해 유럽 리그에 압력을 가했다.
벨기에 출신 축구선수 장 마르크 보스만의 이름을 딴 보스만 규칙은 축구 이적 시장을 바꿨다. 보스만과 벨기에의 RFC 리에지는 계약이 만료돼 프랑스 팀 던커크에 입단하고 싶었지만 프랑스 팀은 리에지가 요구하는 이적료를 지불하지 않았다. 보스만은 리에지에 머물러야했고, 리에지는 보스만이 경기에 뛰지 않기 때문에 임금을 75 % 삭감했다. 5년간의 법정 투쟁 끝에, 1995년 12월 15일에 유럽 사법 재판소가 선수들이 계약이 만료되면 법적으로 자유롭게 움직일 수 있어야 한다는 판결을 내리며 보스만은 소송에서 이기게 된다. 판결은 또한 클럽이 원하는만큼 많은 비토착민 선수를 출전시킬 수 있도록 했다.
90년대 이후 통신과 정보기술의 향상도 이적 시장의 세계화에 기여했다. 클럽은 전 세계 플레이어들의 거대한 온라인 데이터베이스에 접근할 수 있기 때문에 더 이상 그들과 가장 가까운 국가에서 선수를 영입하는 것에만 국한되지 않는다. 인터넷에는 이러한 미개발된 시장에 기반을 둔 플레이어들의 동영상이 있기 때문에 클럽들은 더 이상 재능을 찾기 위해 사람들을 보낼 필요가 없다.

## 클럽에 미친 영향
이적시장의 세계화는 클럽의 사업 방식을 변화시켰다. 우선, 그들은 이제 선수를 살 수 있는 훨씬 더 큰 시장을 갖고 있다. 예를 들어, 유럽의 상위 5개 리그에서 뛰는 비유럽인의 수는 1995/96시즌과 2005/06시즌 사이에 240% 증가했다. 일부는 세계 각국에서 온 선수들이 국내 리그에 합류하여 더 많은 재능있는 선수를 만나게되면 전반적인 축구 표준을 향상시킬 수 있다고 주장하면서 게임에 도움이 되는 것으로 봤다. 하지만 구단들이 해외파 선수들을 영입하는 데 너무 치중해 국내파 인재를 키우는 데 시간을 충분히 들이지 않아 외국인 인재를 가장 많이 수입하는 팀들이 어려움을 겪는다는 분석도 있다. 축구의 많은 관리 기구들이 이것에 동의하고, 그 이후로 지역 선수들에게 쿼터를 도입했다. 예를 들어, 유럽축구연맹은 UEFA 챔피언스 리그에 참가하는 각 클럽이 제출한 25명 선수단은 현지 훈련을 받은 선수(클럽과 함께 15세에서 21세 사이에 최소 3년 이상을 보낸 선수)를 8명 이상 포함해야 한다고 명시하고 있다. 이것은 보스만 규칙과 상충되지 않는다. 왜냐하면 원래 다른 유럽 국가에서 온 선수들은 지역적으로 훈련을 받을 수 있기 때문이다. 
서로 다른 나라의 선수들과 계약 할 때 클럽들이 서로 어떻게 상호 작용하는지 또한 바뀌었다. 클럽은 첫 팀, 아카데미, 훈련 지원 및 스카우팅 프로젝트 간의 긴밀한 협조가 가능하도록 파트너쉽을 발전시켜 왔다. 잉글랜드 프리미어 리그 클럽 Chelsea F.C. 에레디 비시 (Eredivisie) 측 비테세 아른헴 (Vitesse Arnhem)과 2010년 '특별한 관계'의 시작을 발표하고 이후 19 명을 네덜란드 팀에 임대했다. 또한 클럽들은 스카우트 지역들과 제휴를 맺는데, 그렇지 않으면 재능 있는 스카우터들을 보내는 데 비용이 많이 들 것이다. 예를 들어, 영국 클럽인 웨스트 햄 유나이티드는 북아메리카에 30개 이상의 파트너 클럽을 가지고 있다.
구단들이 선수들에게 지불하는 금액도 영향을 받았다. 보스만 규칙의 이적료 폐지로 인해, 축구선수들의 현재 계약이 만료되자마자, 클럽들이 그들의 선수들을 무료로 잃을 위험을 가지고 있기 때문에, 남은 연수가 중요해졌다. 많은 국내 리그들이 외국인 선수들의 리그 증가에 대응하여 '국내' 선수 쿼터를 도입함에 따라, 클럽들은 그들이 국내 선수들에게 그들의 국내 시장에서 프리미엄을 청구할 수 있다는 것을 알게 되었다.

## 선수에게 미친 영향
이동의 자유로 인해, 선수들은 현재 클럽과 잠재적인 구매자들과의 협상에서 더 큰 협상력을 가지고 있다. 보스만 규칙 이후, 계약 종료에 가까워지는 축구선수들은 어느 곳이든 무료로 이동할 수 있었다. 결과적으로, 희망적인 구매자들은 경쟁적인 클럽들이 제공하는 것보다 그들의 계약 제안들을 더 매력적으로 만들어야 했고, 그래서 선수들은 더 높은 임금, 성과급 등을 요구할 수 있었다. 판결 이후 클럽 임금 청구서가 상당히 인상되었다. 2014년에 임금은 실제로 영국 2부리그의 총 수익을 초과했다. 또한 구단이 계약 연장을 성공적으로 협상할 수 없을 경우 선수들을 무료로 잃을 것을 우려하기 때문에 장기 계약을 제안하기 때문에 선수들도 고용 안정성이 더 높다.
클럽이 선택할 수 있는 선수 범위가 훨씬 더 넓어짐에 따라, 어린 나이에 자신을 증명해야 한다는 압박감이 커지고 있다. 만약 클럽이 첫 번째 팀을 이루는데 실패한 대단한 명성을 지닌 10대에게 서명한다면, 그들은 여전히 선수 경력의 끝자락의 선수보다 더 높은 재판매 가치를 지니게 될 것이다. 전세계의 10대들은 큰 클럽의 대표들에게 가족과 집을 떠나도록 설득당한다. 2010년 가장 젊은 선수를 영입한 15개 리그는 모두 유럽에 기반을 두고 있기 때문에 유럽은 어린 유망주의 가장 큰 수입국이다. 어린 선수에게 합류하라고 압력을 가하는 클럽의 예도 있다. 2007년 당시 16세의 게일 카쿠타 선수를 프랑스 클럽인 렌스와의 계약을 위반하도록 유도한 FIFA에 의해 유죄 판결을 받은 첼시 FC가 바로 그 주인공. 카쿠타는 4개월 동안 경기하는 것이 금지되었고 보상금으로 78만 유로를 지불하라는 명령을 받았다.
선수들이 국내 리그를 떠날 때 선택할 수 있는 다양한 나라들이 있다. 유럽 내에서는 유럽 선수들을 위한 노동력의 자유로운 이동이 있으며, 증가하는 통신과 국가 간 이동의 용이성으로 인해, 비유럽 국가들을 위한 비자 절차도 간소화되었다. 원래 최고 수준의 선수들은 스페인, 영국, 독일, 이탈리아와 같이 유럽에서 가장 발전되고 존경 받는 리그로 이동했다. 1998년 월드컵에 참가한 704명의 선수들 중 62%가 유럽에 소속되어 있었다. 최근 몇 년 동안 미국, 러시아, 중국 리그의 부유한 클럽들이 매력적인 보상을 제시함으로써 기성 선수들을 더 유명한 유럽 클럽들에 합류하도록 설득하는 데 성공했다.

## 사회적 이슈
세계 노동시장이 형성되면서, 클럽 집단이 전세계의 선수들로 구성되어 있기 때문에 전 세계의 리그들은 더욱 다문화적이 되어가고 있다. 이런 팀 내 문화적 다양성이 증가하면서 종종 불편함을 야기하고 심지어 팬들 사이의 외국인 혐오 폭력이 악화되었다. 2012년 제니트 상트페테르부르크의 최대 팬클럽인 랜즈크로나는 구단이 흑인이나 동성애 선수들과의 접촉을 자제하고 제니트가 우크라이나나 벨로루시와 같은 다른 동포 슬라브 국가들의 선수들에게만 사인을 해 줄 것을 요구하는 공개 서한을 팀에 보냈다. 클럽 자체도 차별의 혐의를 받고 있다. 덴마크 신문 BT는 2015년 국내 구단 FC 미질란드가 기존 아프리카 선수들에게 시장가치와 유럽 팀 동료들에 비해 임금을 적게 지급하고 있다고 주장했다.
축구경제의 투명성이 결여는 많은 클럽들이 이적과정에서 선수들에 대한 비윤리적인 대우로 FIFA의 제재를 받거나 조사를 받게 되었다. 독일의 축구 변호사 알렉산더 와일드는 이 문제를 축구에서 인신매매로 묘사했다. "그것은 일어났고, 불행하게도 여전히 일어나고 있다. 대부분의 사회적으로 궁핍한 미성년자들이 큰 돈을 벌기를 원하는 에이전트와 클럽들에 의해 부도덕하게 착취된다." 2014년부터 스페인 3대 구단 바르셀로나, 레알 마드리드, 아테리코 마드리드는 미성년자를 청소년으로 불법 등록한 것에 대해 이적 금지와 벌금을 부과받았다. FIFA는 이 문제를 다루기 위해 최근 몇 년 동안 통제를 도입했다. 예를 들어, 18세 미만 선수의 국제 이적은 선수의 부모가 축구가 아닌 이유로 그 나라로 이주해야만 진행될 수 있다.

## 같이 보기
- 이적 (스포츠)
- 보스만 판결